# Антонио Маседа
Антонио Маседа Франсес (шп. Antonio Maceda Francés; 16. мај 1957) бивши је шпански фудбалер.

## Биографија
Дебитовао је 1974. године за клупски тим Спортинга Б (Хихон), где је провео три сезоне.
Године 1977. прелази у први тим Спортинга. Играо је за клуб из Хихона наредних осам сезона играчке каријере. Већину времена проведеног у саставу Спортинг Хихона био је главни играч одбране тима.
Од 1985. године прелази у фудбалски клуб Реал Мадрид, за који је играо 4 сезоне. Професионалну каријеру фудбалера завршио је играњем за исти тим 1989. године.
Током 1977–1982 био је део омладинске репрезентације Шпаније. Играо је на 2 званичне утакмице у млађим категоријама.
Године 1981. дебитовао је у званичним утакмицама у саставу репрезентације Шпаније. Током каријере у националном тиму, одиграо је 36 мечева и постигао 8 голова.
У саставу репрезентације учествовао је на Светском првенству 1982. у Шпанији, Европском првенству 1984. у Француској, где је са екипом освојио сребро, и Светском првенству у Мексику 1986. године. На Европском првенству 1984. постигао је два гола, против Западне Немачке у групи и против Данске у полуфиналу турнира. Због суспензије није играо финале против Француске (пораз 0:2).

## Успеси

### Играч
Реал Мадрид
- Примера : 1985/86, 1986/87, 1987/88.
- Куп УЕФА : 1985/86.[4]

Шпанија
- Европско првенство
  - Финалисти (1): 1984.[5]